# Basco
Basco – wieś w stanie Illinois w hrabstwie Hancock w Stanach Zjednoczonych. Jedna z najmniejszych miejscowości (77 osób w 2023 r.) w stanie Illinois.